# Озадаченный Шерлок Холмс
 «Озадаченный Шерлок Холмс»  (иногда переводится как «Шерлок Холмс сбит с толку»; англ. Sherlock Holmes Baffled) — американский немой короткометражный фильм, снятый в 1900 году режиссёром Артуром Марвином. Первый известный фильм о персонаже литературных произведений английского писателя Артура Конан Дойля частном лондонском сыщике Шерлоке Холмсе, хотя образ героя отличается от более поздних его воплощений на экране. Присутствие персонажа делает картину первым детективным фильмом, о котором сохранились какие-либо сведения.
По сюжету вор, который может появляться и исчезать по своему желанию, крадет мешок вещей у Шерлока Холмса. Каждая попытка Холмса помешать злоумышленнику заканчивается провалом.
Первоначально «Озадаченный Шерлок Холмс» был показан в мутоскопе. Несмотря на то, что он был снят в 1900 году, авторские права были зарегистрированы тремя годами позже. Имена актёров в титрах отсутствуют. Единственная копия фильма считалась утраченной в течение многих лет до тех пор, пока не была восстановлена из сохранившихся бумажных карточек в 1968 году фондом Библиотеки Конгресса США.

## Сюжет
Шерлок Холмс входит в гостиную и обнаруживает, что его грабят. Неожиданно незваный гость растворяется в воздухе. Удивленный Холмс первоначально игнорирует происходящее, закуривая сигару, но тут же вновь сталкивается с преступником. В попытке отобрать мешок с награбленным, он достает пистолет из кармана халата, что вынуждает вора повторно исчезнуть. Не успевает Холмс вернуть свою собственность, как мешок в его руках пропадает, а грабитель покидает комнату через окно. Концовка фильма демонстрирует Холмса в «озадаченном» виде.

## Производство

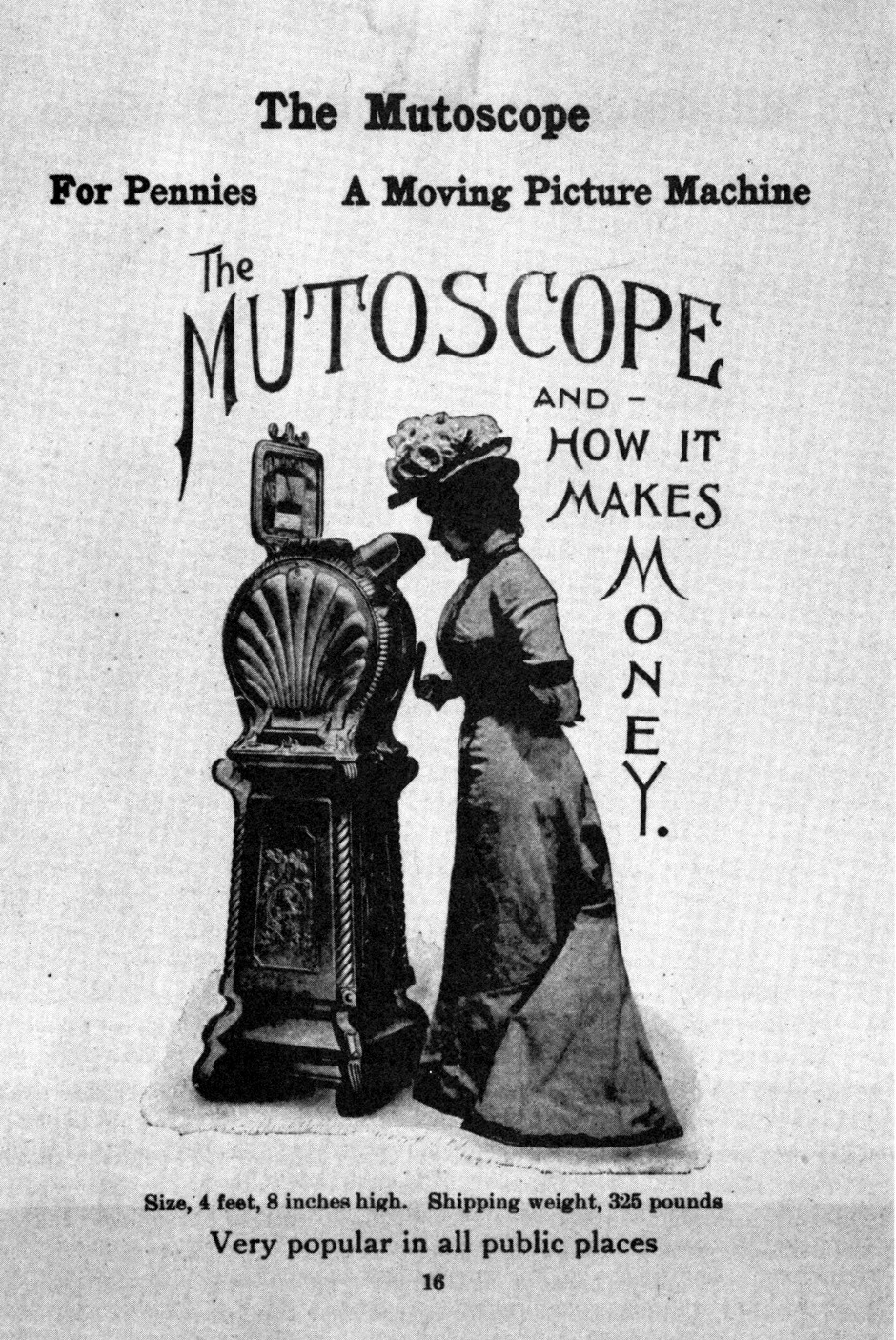
Реклама мутоскопа 1899 года

Фильм был снят на нью-йоркской студии компании American Mutoscope & Biograph и предназначался для показа в мутоскопе, предшественнике киноаппарата, запатентованном Германом Кеслером в 1894 году. Как и кинетограф Томаса Эдисона, мутоскоп не проецировал изображения на экран, и каждый просмотр предполагал одного зрителя. Более дешёвая и простая в техническом плане, чем кинетограф, система выпускалась American Mutoscope Company и быстро стала лидером на рынке автоматов «пип-шоу».
Мутоскоп работал по схожему с кинеографом принципу, при котором отдельные кадры фильма печатались на гибких карточках и размещались на круговом стержне, который вращался вручную зрителем. Внутри машины карточки освещались электрическими лампами по системе, разработанной одним из основателей компании Biograph Генри Марвином, братом Артура Марвина. В ранних версиях автомата был задействован отраженный солнечный свет.

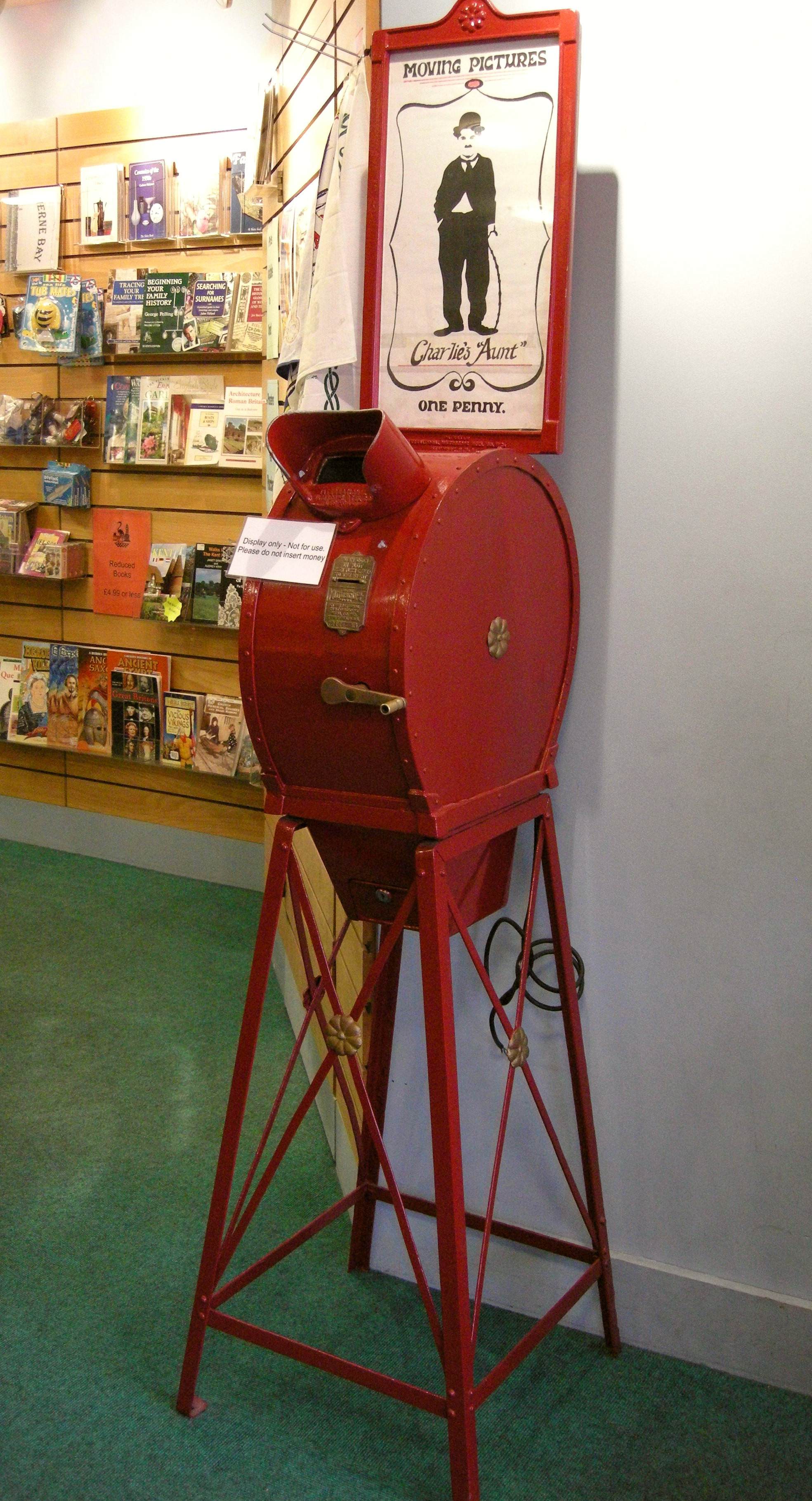
Мутоскоп в музее, Англия

Чтобы избежать нарушения патентов Эдисона, камеры Biograph с 1895 по 1902 год использовали широкоформатную плёнку размером 2-23/32 дюйма (68 мм) в ширину, с изображением площадью 2 × 2 ½ дюйма, что было в четыре раза больше, чем в 35-миллиметровом формате Эдисона. Плёнка не была заранее перфорированной; камера самостоятельно проделывала отверстия на каждой стороне кадра, устанавливая частоту 30 кадров в секунду. Длина ленты «Озадаченный Шерлок Холмс» составляла 86,56 м, что равнялось 30 секундам хронометража (хотя на практике, из-за управляемой вручную зубчатой передачи мутоскопа, величина могла быть различной).
Режиссёром и оператором фильма выступил штатный сотрудник Biograph Артур В. Марвин (май 1859 — 18 января 1911). В период с 1897 по 1911 год Марвин принимал участие в создании 418 короткометражных фильмов и был известен съёмкой артистов водевиля. Позже он получил известность, как оператор ранних немых фильмов Дэвида Гриффита.
До 1903 года студия Biograph занималась выпуском документальных фильмов, в то время как «Озадаченный Шерлок Холмс» являлся примером игровой комедии, спродюсированной компанией на Бродвее. По данным биографической книги Кристофера Редмонда «Sherlock Holmes Handbook» фильм был снят 26 апреля 1900 года. По утверждению другого биографа, Джули Маккурас, премьера состоялась в мае того же года. Несмотря на то, что фильм уже находился в прокате, официально зарегистрирован он был лишь 24 декабря 1903 года. Именно эта дата указывается во всех справочных материалах об авторских правах.

## Восстановление
В течение многих лет предполагалось, что единственная копия фильма была утрачена. В 1968 году Майклом Пойнтером, историком Шерлока Холмса, были обнаружены бумажные карточки с кинокадрами среди материалов архива Библиотеки Конгресса США. Так как кинофильмы не попадали под действие закона об авторском праве вплоть до 1912 года, для регистрации своих работ студии предоставляли карточки с кадрами. Они изготавливались из светочувствительной бумаги той же длины и ширины, что и кинокадр, и внешне напоминали фотографии. Edison Company и Biograph Company предоставляли копии своих фильмов в виде бумажных карточек, и именно в таком виде большинство из них сохранились. Позже «Озадаченный Шерлок Холмс» был переведен в 16-миллиметровый формат и занесен в коллекцию Библиотеки конгресса.

## Анализ
Сюжет фильма не имеет отношения к библиографии Шерлока Холмса авторства сэра Артура Конан Дойля. По мнению профессора-исследователя Делавэрского университета Томаса Лайтча, имя данного персонажа было использовано исключительно с целью познакомить с ним общественность. Съёмка с одного ракурса на декорации в «Озадаченном Шерлоке Холмсе», возможно, задействована в качестве образца основных иллюзионных приёмов и спецэффектов в кино; в частности, используемый в фильме приём «стоп-кадр» был впервые применен в 1896 году французским режиссёром Жоржем Мельесом.
В фильме «Озадаченный Шерлок Холмс» был впервые использован прием ранних кинематографистов, представляющий главного героя в юмористической манере. В данном случае несколько вульгарно одетый персонаж Холмса остался «озадачен» грабителем в противовес детективной одаренности, присущей его литературному тезке. Историк кино Уильям К. Эверсон в своей книге «The Detective in Film» отметил, что «Озадаченный Шерлок Холмс», как и другие немые детективные фильмы, был «вымучен под тяжестью невозможности использовать продолжительные допросы или устные выводы, и акцент был сделан на загадочности происходящего или физическом действии, а не на заимствовании литературных элементов расследования». Впервые попытку серьёзной адаптации образа персонажа Конан Дойля предпринял актёр и драматург Вильям Жиллет в фильме «Шерлок Холмс» 1916 года. Историк Майкл Пойнтер высказывал предположение, что внешний вид и костюм героя в «Озадаченном Шерлоке Холмсе» является имитацией образа Холмса, созданного Жиллетом ранее на сцене бродвейского театра Гаррик. Его пьеса «Шерлок Холмс» дебютировала 6 ноября 1899 года.
В своём докладе Майкл Пойнтер заявил, что «этот ранний шуточный фильм явно был создан для просмотра в мутоскопе или другой пип-шоу машине, но, несмотря на свою крохотность и тривиальность, исторически это самое первое использование образа Шерлока Холмса в кино». Наличие данного персонажа также инициирует картину как первый известный пример детективного фильма. Впоследствии Шерлок Холмс становится одним из самых используемых образов в истории кинематографа.